# الجامح (فلم)
الجامح هو فيلم رعب خيال علمي مكسيكي من إخراج أمات إسكالانتي، أختير للمنافسة على جائزة الأسد الذهبي في مهرجان البندقية السينمائي 2016 وحصل إسكلانتي على جائزة أفضل مخرج خلال نفس المهرجان.

## روابط خارجية
- مقالات تستعمل روابط فنية بلا صلة مع ويكي بيانات